# Ниг (футбольный клуб)
Футбольный клуб «Ниг» (арм. Ֆուտբոլային Ակումբ „Նիգ“ Ապարան) — армянский футбольный клуб из города Апаран, основанный в 1990 году.

## История
«Ниг» был одним из самых молодых клубов, которые участвовали в первом первенстве чемпионата Армении по футболу. Итоговое 22-е место среди 24-х команд отправлял «Ниг» в первую лигу. Но команда не приняла участия в нём из-за снятия с розыгрыша. Второе, и пока последнее, возрождение апаранского клуба приходится к сезону 1998 года. Команда была зачислена в состав участников Первой лиги, и даже провела четверть матчей, но после клуб в очередной раз снялся с чемпионата.

## Главные тренеры клуба
- Р. Г. Саркисян (1990)[1]
- Врам Абрамян (1991—1992)